# Гефсиманська каплиця
Гефсима́нська (Гетсима́нська) капли́ця (вірм. Գեթսեմանի մատուռ) — колишня невелика вірменська церква в історичному районі Шаар у Єревані. Знесена в середині 1920-х років для зведення будівлі Національного академічного театру опери та балету імені Спендіаряна. Навколо каплиці розташовувався старий єреванський цвинтар з безліччю надгробків у формі колисок і трун. Припускають, що раніше на місці каплиці була невелика купольна церква, побудована в ХІ — ХІІІ століттях, схожа на церкву Святої Богородиці Катогіке.

## Історія
Після того, як попередню церкву зруйнував землетрус 1679 року, наприкінці того ж століття на цьому місці побудовано каплицю. За задумом вона належала до типу однонефних склепінчастих церков. Зі східного боку молитовної зали містився напівкруглий вівтар, без ризниць. Написи над хачкарами на стінах відносяться до кінця XVII століття, що вважають часом спорудження. 1901 року, завдяки пожертвам мерів Єревана Ісаака та Ованеса Мелік-Агамалянів, каплицю було відремонтовано, дах покрито металевими листами.
Каплицю знесли для будівництва Національного академічного театру опери та балету імені Спендіаряна, тоді — Народного дому. Александр Таманян вирішив перебудувати каплицю в іншому місці, але цього не було зроблено через втрату каменів.
Уцілів лише один фрагмент споруди, його виставлено у дворі церкви Святої Богородиці Катогіке та церкви Святої Анни.
2007 року в будівлі Театру опери та балету імені Олександра Спендіаряна встановлено хачкар на згадку про Гефсиманську каплицю.

## Галерея

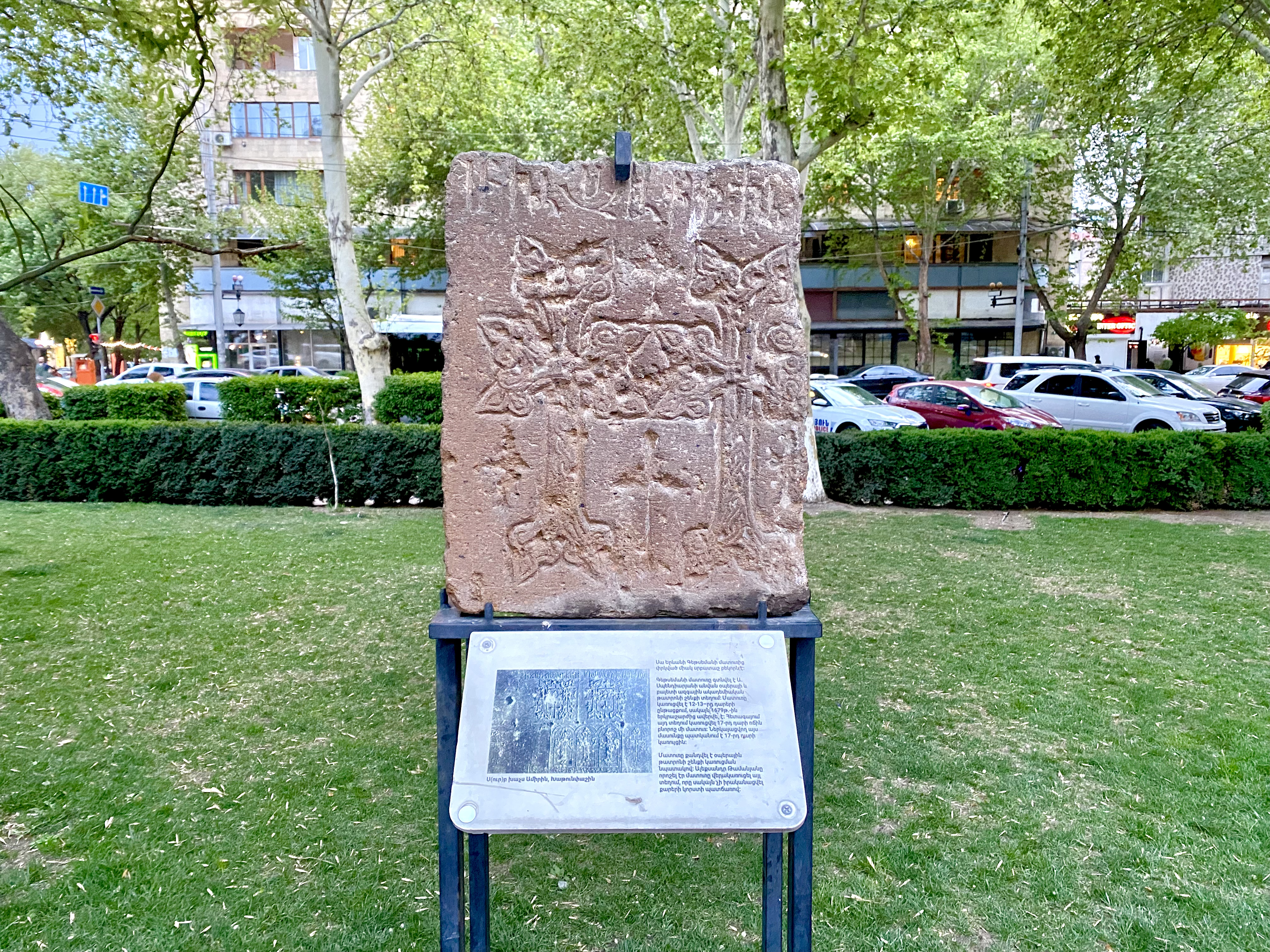
Фрагмент Гефсиманської каплиці
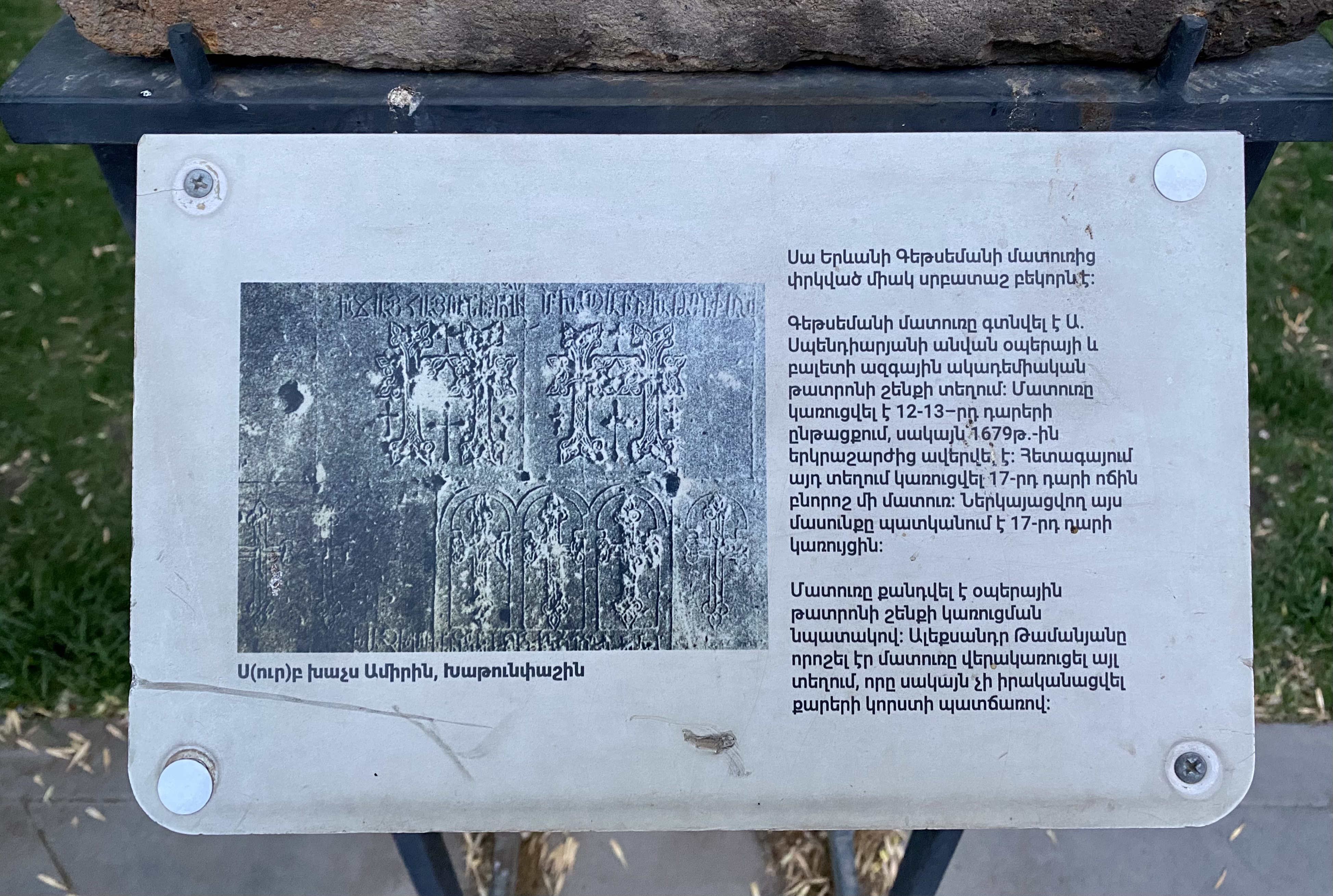
Табличка з відомостями про фрагмент церкви